# Blanquefort (Żyronda)
Blanquefort – miejscowość i gmina we Francji, w regionie Nowa Akwitania, w departamencie Żyronda.
Według danych na rok 1990 gminę zamieszkiwały 12 843 osoby, a gęstość zaludnienia wynosiła 381 osób/km² (wśród 2290 gmin Akwitanii Blanquefort plasuje się na 29. miejscu pod względem liczby ludności, natomiast pod względem powierzchni na miejscu 239.).
W Blanquefort zlokalizowana jest fabryka automatycznych skrzyń biegów do samochodów koncernu Ford.